# Veliki brat
Veliki brat (serb. Велики брат, Veliki brat) – bałkański program typu reality show, oparty na holenderskim formacie Big Brother, liczące na chwilę obecną 5 serii, oraz 5 edycji „VIP” w której w rolę uczestników wcielają się lokalni celebryci.
Dystrybuowane przed telewizje: B92 (Serbia), Pink M (Czarnogóra), Pink BH (Bośnia i Hercegowina)

## Sezony i zwycięzcy
- 1 edycja 2006 – Ivan Ljuba
- 1 edycja VIP, 2007 – Saša Ćurčić
- 2 edycja, 2007 – przerwana z powodu śmierci trojga uczestników na skutek wypadku samochodowego.
- 2 edycja VIP, 2008 – Mimi Đurović
- Veliki Brat VIP All Stars, 2009 – Miroslav „Miki” Đuričić
- 3 edycja, 2009 – Vladimir Arsić Arsa
- 4 edycja VIP, 2010 – Milan Marić
- 4 edycja, 2011 – Marijana Čvrljak
- 5 edycja VIP, 2013 – Žarko Stojanović
- 5 edycja, 2015 – Darko „Spejko” Petkovski